# Per-Johansabodarnas naturreservat
Per-Johansabodarnas naturreservat är ett naturreservat i Strömsunds kommun i Jämtlands län.
Området är naturskyddat sedan 2021 och är 86 hektar stort. Reservatet ligger väster om Strömsund och består av gammal granskog